# Episodi di Dorothy e le meraviglie di Oz (prima stagione)
La prima stagione di Dorothy e le meraviglie di Oz è stata pubblicata negli Stati Uniti, sul servizio on demand di Boomerang dal 29 giugno 2017 al 12 aprile 2018.
In Italia è stata presentata in anteprima il 21 ottobre 2017 su Boomerang, per poi cominciare la trasmissione regolare dal 23 ottobre.
| n° | Titolo originale             | Titolo italiano               | Prima TV USA     | Prima TV Italia |
| -- | ---------------------------- | ----------------------------- | ---------------- | --------------- |
| 1  | Beware the Woozy             | Attenti al Woozy              | 29 giugno 2017   | 21 ottobre 2017 |
| 1  | Magical Mandolin             | Il mandolino magico           | 29 giugno 2017   | 21 ottobre 2017 |
| 2  | Toto Unleashed               | Il potere dei ricordi         | 29 giugno 2017   | 21 ottobre 2017 |
| 2  | Official Ozian Exam          | Cittadina di Oz               | 29 giugno 2017   | 21 ottobre 2017 |
| 3  | Locket Locket in My Pocket   | L'incantesimo del ciondolo    | 29 giugno 2017   | 21 ottobre 2017 |
| 3  | Mixed-Up Mixer               | Il frullatore incantato       | 29 giugno 2017   | 21 ottobre 2017 |
| 4  | Ojo the Unlucky              | Ojo lo sfortunato             | 29 giugno 2017   | 21 ottobre 2017 |
| 4  | Lion's Share                 | Il coraggio del Leone         | 29 giugno 2017   | 21 ottobre 2017 |
| 5  | Rules of Attraction          | La Calamitamorosa             | 29 giugno 2017   | 21 ottobre 2017 |
| 5  | Brain Power of Love          | Spaventapasseri innamorato    | 29 giugno 2017   | 21 ottobre 2017 |
| 6  | Jinxed                       | L'incantesimo Flic            | 29 giugno 2017   | 21 ottobre 2017 |
| 6  | Rise of the Nome King        | L'ascesa del Re degli Gnomi   | 29 giugno 2017   | 21 ottobre 2017 |
| 7  | One-Winged Wall              | La seconda ala                | 29 giugno 2017   | 21 ottobre 2017 |
| 7  | Wand-erful                   | La bacchetta perduta          | 6 settembre 2017 | 21 ottobre 2017 |
| 8  | No Sleep Sleepover           | Il pigiama party              | 6 settembre 2017 | 21 ottobre 2017 |
| 8  | Lion Catches a Bug           | Il leone difende la foresta   | 6 settembre 2017 | 21 ottobre 2017 |
| 9  | Tik Tok and Tin Man          | Tik Tok e l'Uomo di Latta     | 21 dicembre 2017 | 21 ottobre 2017 |
| 9  | If I Only Had Some Brawn     | Se solo avessi i muscoli      | 21 dicembre 2017 | 21 ottobre 2017 |
| 10 | The Beast Royales            | Le bestie reali               | 21 dicembre 2017 | 21 ottobre 2017 |
| 10 | Time After Time              | La clessidra magica           | 21 dicembre 2017 | 21 ottobre 2017 |
| 11 | Kitten Around                | La città di Purrnopoli        | 21 dicembre 2017 | 19 marzo 2018   |
| 11 | Castle Sitters               | I guardiani del castello      | 21 dicembre 2017 | 19 marzo 2018   |
| 12 | Stuck on You                 | Unite per la vita             | 21 dicembre 2017 | 19 marzo 2018   |
| 12 | Family Matters               | Una famiglia per Woozy        | 21 dicembre 2017 | 19 marzo 2018   |
| 13 | The Emerald of Zog           | Lo smeraldo di Zog            | 21 dicembre 2017 | 20 marzo 2018   |
| 13 | Cooking Up Some Magic        | La festa dei biscotti         | 21 dicembre 2017 | 20 marzo 2018   |
| 14 | Copy Cat                     | Il gatto replicante           | 21 dicembre 2017 | 20 marzo 2018   |
| 14 | Snow Place Like Home         | La neve a Citta' di Smeraldo  | 30 novembre 2017 | 20 marzo 2018   |
| 15 | Mirror Madness               | La follia dello specchio      | 21 dicembre 2017 | 21 marzo 2018   |
| 15 | Everything Coming Up Poppies | I papaveri sonniferi          | 21 dicembre 2017 | 21 marzo 2018   |
| 16 | A Cut Above the Rest         | Le pietre del caos            | 12 aprile 2018   | 21 marzo 2018   |
| 16 | Abraca-Oops                  | Abraca-ops                    | 12 aprile 2018   | 21 marzo 2018   |
| 17 | Halloween Heist              | La festa di Halloween         | 2 ottobre 2017   | 22 marzo 2018   |
| 17 | Haunt Me Not                 | La casa infestata             | 2 ottobre 2017   | 22 marzo 2018   |
| 18 | Wheelers of Fortune          | I mattoni spariti             | 12 aprile 2018   | 22 marzo 2018   |
| 18 | Sister Sister                | Sorelle gemelle               | 12 aprile 2018   | 22 marzo 2018   |
| 19 | Moody Magic                  | L'anello dell'umore           | 12 aprile 2018   | 26 marzo 2018   |
| 19 | If the Shoe Fits             | Se la scarpa calza a pennello | 12 aprile 2018   | 26 marzo 2018   |
| 20 | Get Smart                    | Un piano perfetto             | 12 aprile 2018   | 26 marzo 2018   |
| 20 | Mission Imp-Possible         | Missione Imp-possibile        | 12 aprile 2018   | 26 marzo 2018   |